# Emily Stephenson
Emily Stephenson est une grimpeuse américaine née le 25 février 1991. Elle concourt dans la catégorie handisport AL-2.

## Biographie
Stephenson se classe 3e lors des championnats du monde d’Innsbruck en 2018, derrière Lucie Jarrige et Kate Sawford. Elle remporte les championnats des États-Unis en 2022.

## Liens
- Ressource relative au sport :   - Fédération internationale d'escalade